# La Cautiva
La Cautiva é um município da província de Córdova, na Argentina.